# Limana
Limana är en ort och kommun i provinsen Belluno i regionen Veneto i Italien. Kommunen hade 5 308 invånare (2018).